# Club Deportivo Don Benito
Maillots
Le Club Deportivo Don Benito est un club espagnol de football situé à Don Benito (province de Badajoz, Estrémadure). Il a été fondé en 1928.

## Histoire
Le club est promu pour la première fois en Segunda División B en 1988 mais est relégué dès la saison suivante.
Le club remonte en Segunda B en 2000, puis en 2004. La dernière promotion en Segunda B date de 2018.